# Wake up!
《Wake up!》是日本音乐团体AAA的第41张单曲，於2014年7月2日由avex trax发售。

## 概要
- A面曲《Wake up!》是富士電視台動畫「ONE PIECE」（海賊王）的主題曲
- B面曲《微風徐徐的夏日記憶》是伊藤洋華堂「COOL STYLE」和的電視廣告歌曲，此曲是AAA繼《戀歌與雨天》後第十六首伊藤洋華堂電視廣告歌曲。
- 此單曲有4個版本，分別有「CD+DVD（ONE PIECE圖樣Jacket Ver.）」、「CD+DVD（AAA Jacket Ver.）」、「CD ONLY（ONE PIECE圖樣Jacket Ver.）」和「CD ONLY（AAA Jacket Ver.）」。「CD+DVD」收錄了《Wake up!》的PV和Making。「CD+DVD（ONE PIECE圖樣Jacket Ver.）」和「CD ONLY（ONE PIECE圖樣Jacket Ver.）」採用ONE PIECE（海賊王）的主角們作為封面
- CD盤追加收錄ONE PIECE（海賊王）初代主題曲「We Are!」。
- 在7月14日於公信榜单曲週排行榜取得第3位。

## 收錄内容

### CD+DVD
CD
1. Wake up!
（作詞：leonn、Rap詞：日高光啓、作曲・編曲：日比野裕史）
2. 微風徐徐的夏日記憶（風に薫る夏の記憶）
（作詞：森月キャス、Rap詞：日高光啓、作曲：大西克巳、編曲：清水武仁）
3. Wake up! (Instrumental)
4. 微風徐徐的夏日記憶 (Instrumental)

DVD
1. Wake up!（Music Clip）
2. Wake up!（Music Clip Making）

### CD ONLY
1. Wake up!
2. 微風徐徐的夏日記憶
3. We Are!（ウィーアー!）
（作詞：藤林聖子、作曲：田中公平、編曲：ats-）
4. Wake up! (Instrumental)
5. 微風徐徐的夏日記憶 (Instrumental)
6. We Are! (Instrumental)